# Bergenfield
Bergenfield är en kommun av typen borough i Bergen County i New Jersey. Vid 2010 års folkräkning hade Bergenfield 26 764 invånare.

## Kända personer från Bergenfield
- Jack Antonoff, musiker